# Manuale dei Piani
Il Manuale dei Piani è un manuale del gioco di ruolo fantasy Dungeons & Dragons. Questo manuale si dedica alla cosmologia planare dell'universo del gioco, descrivendo cioè i vari piani di quest'ultimo tra cui, fra gli altri, Baator, l'Abisso, Le Distese selvagge delle Terre Bestiali, Il Dominio concordante delle Terre Esterne e il Primo Piano Materiale. Si tratta di una notevole espansione del manuale Dei & Semidei, che presenta anch'esso una sezione dedicata ai piani.
Il Manuale dei Piani spiega come ognuno dei piani sia collegato ai vari allineamenti dei personaggi esistenti in D&D. Ad esempio “I Sette Cieli” sono la destinazione finale di riposo, quando moriranno, di tutti i personaggi di allineamento Legale-Buono.
Il Manuale dei Piani oggi in commercio è stato pubblicato nel 2001 da Wizards of the Coast (Twenty Five Edition in Italia), mentre la versione originale (destinata all'uso con la prima edizione di Advanced Dungeons & Dragons) fu pubblicata nel 1987 da TSR, Inc.

## Trama e struttura
Il libro è suddiviso in nove capitoli. Dopo una tipica introduzione, comune a molte delle guide di D&D 3ª Edizione, il libro presenta, nel primo capitolo, uno sguardo complessivo ai Piani in generale: cosa sono, qual è la loro natura e la loro funzione nel gioco. Successivamente troviamo una descrizione approfondita dei vari piani (Piani Materiali, Piani Interni ed Esterni e così via), suddivisi in gruppi secondo la loro natura, e di alcune creature che li abitano. Vi è poi una sezione dedicata al viaggio planare, ovvero a come spostarsi da un piano all'altro, e infine troviamo alcune tabelle e diagrammi che descrivono le creature e i piani in dettagli utili ai fini del gioco.